# Lennart Stekelenburg
Lennart Stekelenburg, né le 22 octobre 1986 à Rotterdam est un nageur néerlandais en activité spécialiste des épreuves de brasse. Actif au niveau international depuis 2005, il a participé aux Jeux olympiques en 2012 et a remporté deux médailles aux Championnats d'Europe 2010 dont une en individuel.

## Palmarès

### Championnats d'Europe

#### Grand bassin
- Championnats d'Europe 2010 à Budapest (Hongrie) :
  -  Médaille de bronze du 50 m brasse.
  -  Médaille de bronze du relais 4 × 100 m quatre nages.